# ソナチネアルバム
ソナチネアルバムは、古典派の作曲家の作曲したソナチネ、ピアノソナタのうち、中級程度の演奏技術を要する作品の中でも特に代表的な作品を集めた曲集である。多くの場合、ケーラー(Louis Köhler 1820年-1886年)とルートハルト(Adolf Ruthardt 1849年–1934年)が編集しドイツのPeters, C. F. Musikverlagから出版されたSonatinen Album ISBN 979-0014006723を指し、ピアノ演奏の教材としてよく用いられている。初版および初期楽譜に基づく日本語版の楽譜として、今井顕校訂の「ソナチネ アルバム 第1巻、第2巻」（全音楽譜出版社）がある。これとよく似た曲集にソナタアルバムがある。

他にも「ソナチネアルバム」という名の楽譜集は次のように無数にある。
- ディアベルリのソナチネアルバム（ディアベルリ 作品151-1～4、作品168-1～7）[3]
- ツェルニーのソナチネアルバム（ツェルニー 作品163-1～6、作品49-1、2）[4]
- クレメンティのソナチネアルバム（クレメンティ 作品36-1～6、作品4-1～6）[5]
- クラウス･ヴォルタース編ベーレンライター原典版ソナチネアルバム1、2[6]

## 収録曲

### 第1巻
- クーラウ ： 3つのソナチネ 作品20 第1番 ハ長調
- クーラウ ： 3つのソナチネ 作品20 第2番 ト長調
- クーラウ ： 3つのソナチネ 作品20 第3番 ヘ長調
- クーラウ ： 6つのソナチネ 作品55 第1番 ハ長調
- クーラウ ： 6つのソナチネ 作品55 第2番 ト長調
- クーラウ ： 6つのソナチネ 作品55 第3番 ハ長調
- クレメンティ ： 6つのソナチネ 作品36 第1番 ハ長調
- クレメンティ ： 6つのソナチネ 作品36 第2番 ト長調
- クレメンティ ： 6つのソナチネ 作品36 第3番 ハ長調
- クレメンティ ： 6つのソナチネ 作品36 第4番 ヘ長調
- クレメンティ ： 6つのソナチネ 作品36 第5番 ト長調
- クレメンティ ： 6つのソナチネ 作品36 第6番 ニ長調
- ハイドン ： ピアノソナタ第35(48)番 ハ長調 作品30-1 Hob. XVI:35
- モーツァルト ： ピアノソナタ第16(15)番 ハ長調 K. 545
- ベートーヴェン ： ピアノソナタ第20番 ト長調 作品49-2「やさしいソナタ」
- ベートーヴェン ： ピアノソナタ第19番 ト短調 作品49-1「やさしいソナタ」
- デュセック ： 6つのソナチネ 作品20(19) 第1番 ト長調
- J.S.バッハ ： 前奏曲 ハ長調 BWV 846 （「平均律クラヴィーア曲集 第1巻」より）
- ベートーヴェン ： 2つのロンド 作品51 第1番 ハ長調
- ベートーヴェン ： アンダンテ （交響曲第1番 ハ長調 作品21 第2楽章より）
- ハイドン ： アダージョ ホ長調 （弦楽四重奏曲第74番 ト短調 作品74-3「騎士」 第2楽章より）
- ハイドン ： アンダンテ・グラツィオーソ 変ロ長調 （弦楽四重奏曲第73番 ヘ長調 作品74-2 第2楽章より）
- ハイドン ： アレグロ ヘ長調 （弦楽四重奏曲第73番 ヘ長調 作品74-2 第4楽章より）
- ハイドン ： アンダンテ ハ長調 （交響曲第94番 ト長調「驚愕」 第2楽章より）
- モーツァルト ： ロンド ニ長調 K. 485
- シューベルト ： 4つの即興曲 作品142 D 935 第3番 変ロ長調 （主題部分）
- シューベルト ： 2つのスケルツォ D 593 第1番 変ロ長調
- シューベルト ： アンダンテ （ピアノソナタ第13番 イ長調 作品120 D 664 第2楽章）
- ウェーバー ： ビアンキの『ここにおいで、美しきドリーナよ』の主題による7つの変奏曲 ハ長調 作品7 から主題と第1変奏
- シューマン ： 子供のためのアルバム 作品68より第40曲「小フーガ」 （音楽之友社版のみ）
- メンデルスゾーン ： 3つの幻想曲、または綺想曲 作品16 第1番 イ短調 （全音楽譜出版社版）

### 第2巻
- クーラウ ： 6つのソナチネ 作品55 第4番 ヘ長調
- クーラウ ： 6つのソナチネ 作品55 第5番 ニ長調
- クーラウ ： 6つのソナチネ 作品55 第6番 ハ長調
- クーラウ ： 4つのソナチネ 作品88 第1番 ハ長調
- クーラウ ： 4つのソナチネ 作品88 第2番 ト長調

以下の4曲はピアノフォルテまたはハープシコードのためのヴァイオリンまたはフルートの伴奏付きの6つのソナタ作品4からの編曲である。
- クレメンティ ： 3つのソナチネ 作品37 第2番 ニ長調(原曲作品4 第1番)
- クレメンティ ： 3つのソナチネ 作品38 第1番 ト長調(原曲作品4 第4番)
- クレメンティ ： 3つのソナチネ 作品38 第2番 変ロ長調(原曲作品4 第5番)
- クレメンティ ： 3つのソナチネ 作品38 第3番 ヘ長調(原曲作品4 第6番)
- ベートーヴェン ： 2つのソナチネ Anh.5 第1番 ト長調 (第5番)
- ベートーヴェン ： 2つのソナチネ Anh.5 第2番 ヘ長調 (第6番)
- デュセック ： 6つのソナチネ 作品20(19) 第4番 イ長調
- ディアベリ ： ソナチネ ト長調 作品151-1
- ディアベリ ： ソナチネ ハ長調 作品151-2
- ディアベリ ： ソナチネ ヘ長調 作品151-3
- J.S.バッハ ： 小さな前奏曲 ハ長調 BWV 939
- J.S.バッハ ： ブーレ ホ短調 BWV 996
- J.S.バッハ ： インヴェンション 第1番 ハ長調 BWV 772
- ベートーヴェン ： パイジエッロのオペラ『水車屋の娘』の二重唱「もはや私の心には感じない」による6つの変奏曲 ト長調 WoO.70
- ボッケリーニ ： メヌエット ハ長調 作品11-5 （弦楽五重奏曲 ホ長調 G. 275 第3楽章より）
- ヘンデル ： サラバンドと変奏 ニ短調 HWV 437
- ハイドン ： アンダンテ ニ長調 （歌曲「愛しい少女は私に耳を傾け[7]」Hob. XXVb:G1からの編曲)
- ハイドン[8] ： セレナーデ（アンダンテ カンタービレ） ハ長調 （弦楽四重奏曲第17番 ヘ長調 作品3-5 第2楽章より）
- フンメル ： ロンド ハ長調
- クーラウ ： 「ドン・ジョヴァンニ」からロンド ハ長調 作品31-1
- シューマン ： 子供のためのアルバム 作品68より第10曲「楽しき農夫」
- シューマン ： アルバムの綴り 作品124より第6曲「子守歌」
- シューマン ： 子供のためのアルバム 作品68より第14曲「小さな練習曲」
- チャイコフスキー ： 子どものアルバム 作品39より第15曲「イタリアの歌」
- メンデルスゾーン ： 無言歌集 第1巻 作品19より第4曲「信頼」（全音楽譜出版社版）
- メンデルスゾーン ： 無言歌集 第2巻 作品30より第3曲「なぐさめ」（全音楽譜出版社版）

## 楽譜
- ケーラー版
- ルートハルト版
- 全音楽譜出版社版
  - 初版および初期楽譜に基づく今井顕校訂版もある（但し、ソナチネ・ソナタ以外の小曲は収録されていない）。
- 学習研究社版
  - 田丸信明による校訂。上記収録曲のうちソナチネ・ソナタ以外の小曲の大半は別冊の「ソナチネ・レパートリー」に収録されている（それ以外の曲も数曲含む）。
- 音楽之友社版
- 河合楽器製作所版